# 손소희
손소희(孫素熙, 1917년 9월 2일~1987년 1월 7일)는 대한민국의 소설가이며 시인이다. 본관은 경주(慶州)이며 함경북도 경성군 어랑면 출생이다.

## 생애
일본 니혼 대학교 영어영문학과를 중퇴한 뒤 만학으로 1961년 한국외국어대학교 영어학과에서 학사 학위를 받은 그녀는 1939년 《만선일보(滿鮮日報)》에서 시인으로 등단하였고 이 신문의 기자를 지냈다가 사직하였으며 8.15 광복 후 1946년 《백민》에 《맥(貊)에의 결별》을 발표하면서 소설가로써 등단했다. 그의 초기작품은 일본과 만주 등을 무대로 한 일제하의 민족의식과, 남녀의 애정과 그 고민상을 극적으로 다루었으며, 이후의 작품에서는 여성심리를 지적으로 추구하여 성격적인 패턴을 제시하고 세태를 반영하는 작품과, 남성의 존재를 시니컬하게 풍자하면서 그 내면상을 파고드는 인간의 행동과 성격·심리 등을 다각적으로 보여준다. 1965년 서라벌예술대학교 대우교수를, 1968년 홍익대학교 국어국문학과 초빙교수를, 1978년 중앙대학교 국어국문학과 초빙교수를, 1983년 한국소설가협회 대표위원을 지냈다. 서울시문화상과 5월문예상 등을 수상했으며, 주요 작품으로 단편 《이라기》 《회심》 《현해탄》 《닳아진 나사》 《창포 필 무렵》 《그날의 햇빛은》 등이 있으며, 장편으로는 《태양의 계곡》 《에덴의 유역》 《원색의 계절》 등이 있다. 작품집으로는 《다리를 건널 때》 《갈가마귀 그 소리》 《창포 필 무렵》 《그날의 햇빛은》 등이 있다.

## 학력
- 함경북도 경성어랑보통학교 졸업
- 함경남도 함흥 영생여자고등보통학교 졸업
- 일본 니혼 대학교 영어영문학과 중퇴
- 한국외국어대학교 영어학과 학사

## 가족 관계
- 남편 : 김동리(金東里, 1913년 11월 24일 ~ 1995년 6월 17일)